# Berghof (Marienheide)
Berghof ist eine Ortschaft der Gemeinde Marienheide im Oberbergischen Kreis im Regierungsbezirk Köln in Nordrhein-Westfalen (Deutschland).

## Lage und Beschreibung
Der Ort liegt etwa 7,1 km vom Hauptort entfernt.

## Geschichte

### Erstnennung
Im Jahr 1474 wurde der Ort das erste Mal urkundlich erwähnt und zwar „Hannes Thoene op den Hagen wird mit anderen von Hz. Johann v. Kleve-Mark aus der onechtschap (= Knechtschaft) befreit“.
Die Schreibweise der Erstnennung war op den Hagen laut urkundlicher Erstnennung Oberbergischer Orte von Klaus Pampus.

## Freizeit

### Vereinswesen
- Ortsgemeinschaft Berghof e. V.